# Folgueras de Cornás
Folgueras de Cornás (en asturiano y oficialmente: Folgueras) es una aldea que pertenece a la parroquia de Bárcena del Monasterio en el concejo de Tineo (Principado de Asturias). Se encuentra a 478 m s. n. m. y está situada a 22 km de la capital del concejo, la villa de Tineo. 

## Población
En 2020 contaba con una población de 8 habitantes (INE, 2020) repartidos en un total de 23 viviendas (INE, 2010).